# Lucjan Kowalczyk
Lucjan Kowalczyk (ur. 1936, zm. 14 września 2024) – polski inżynier, dr hab. nauk wojskowych, rektor Wyższej Szkole Zarządzania i Przedsiębiorczości z siedzibą w Wałbrzychu.

## Życiorys
W 1967 ukończył studia na Wydziale Elektro-radiotechnicznym Wojskowej Akademii Technicznej im. Jarosława Dąbrowskiego. Pracę doktorską obronił w 1982 w Akademii Sztabu Generalnego. 31 maja 1993 uzyskał stopień doktora habilitowanego w zakresie nauk wojskowych na podstawie rozprawy zatytułowanej Kierunki doskonalenia funkcjonowania Wyższej Szkoły Wojskowej. Pracował na stanowisku profesora nadzwyczajnego w Wyższej Oficerskiej Szkole Radiotechnicznej i Wyższej Szkole Zarządzania i Przedsiębiorczości z siedzibą w Wałbrzychu.
13 marca 2015 powołano go na stanowisko rektora w Wyższej Szkole Zarządzania i Przedsiębiorczości z siedzibą w Wałbrzychu.